# Astral Doors
Astral Doors är ett svenskt heavy metal-band från Borlänge, Dalarnas län, bildat 2002.

## Medlemmar
Nuvarande medlemmar
- Nils Patrik Johansson – sång (2002– )
- Joachim Nordlund – gitarr (2002– )
- Joakim Roberg – keyboard (2002– )
- Johan Lindstedt – trummor (2002– )
- Ulf Lagerström – basgitarr (2009– )
- Mats Gesar – gitarr (2014– )

Tidigare medlemmar
- Martin Haglund – gitarr (2002–2010)
- Mika Itäranta – basgitarr (2002–2009)

Turnerande medlemmar
- Robban Bäck – trummor (2012– )

## Diskografi
Studioalbum
- 2003 – Of the Son and the Father
- 2005 – Evil Is Forever
- 2006 – Astralism
- 2007 – New Revelation
- 2010 – Requiem of Time
- 2011 – Jerusalem
- 2014 – Notes from the Shadows
- 2017 – Black Eyed Children
- 2019 – Worship or Die

EP
- 2005 – Raiders of the Ark

Singlar
- 2009 – "Hyllning till Leksand"

Samlingsalbum
- 2010 – Testament of Rock - The Best of Astral Doors